# Adolf Hyła
Adolf Hyła (Adolf Kazimierz Hyła) (* 2. Mai 1897 in Biała bei Bielsko; † 24. Dezember 1965 in Krakau) war ein polnischer Maler. Er ist hauptsächlich durch sein in vielen Reproduktionen verbreitetes Gemälde vom Barmherzigen Jesus nach der Vision der Hl. Faustyna bekannt.

## Leben und Bildung
Adolf Hyła war das älteste von neun Kindern von Józef Hyła und Salomea Hyła (geborene Szałkiewicz). Sein Bruder Antoni Hyła (1908–1975) war Bildhauer. Er war verheiratet mit Maria Katarzyna Zalipska.
Er unterrichtete als Zeichenlehrer. Als freischaffender Maler spezialisierte er sich auf religiöse Themen. Sein bekanntestes Werk ist das Gemälde „Jezu ufam tobie“ (Jesus, ich vertraue auf dich), das er 1944 für den Konvent der Schwestern der Muttergottes von der Barmherzigkeit in Krakau-Łagiewniki malte. Es ist heute als Andachtsbild im 2002 erbauten Sanktuarium der Barmherzigkeit Gottes ausgestellt.
Die populären Reproduktionen werden auch als Abbild eines Originalgemäldes der Hl. Faustyna verehrt.